# Stylogaster geijskesi
Stylogaster geijskesi är en tvåvingeart som beskrevs av Charles Howard Curran 1942. Stylogaster geijskesi ingår i släktet Stylogaster och familjen stekelflugor. Inga underarter finns listade i Catalogue of Life.